# Rosenbjörnbär
Rosenbjörnbär (Rubus rosanthus) är en rosväxtart som beskrevs av Carl Johan Lindeberg och Fredrik Wilhelm Christian Areschoug. Enligt Catalogue of Life ingår Rosenbjörnbär i släktet rubusar och familjen rosväxter, men enligt Dyntaxa är tillhörigheten istället släktet rubusar och familjen rosväxter. Artens livsmiljö är jordbrukslandskap.

## Underarter
Arten delas in i följande underarter:
- R. r. leiocarpus
- R. r. eriocarpus
- R. r. salsus